# Knema galeata
Knema galeata är en tvåhjärtbladig växtart som beskrevs av James Sinclair. Knema galeata ingår i släktet Knema och familjen Myristicaceae. Inga underarter finns listade i Catalogue of Life.